# Wilhelm von Born-Fallois
Carl Friedrich Wilhelm von Born-Fallois (* 17. Juni 1878 in Berlin; † 15. Mai 1934 auf Gut Sienno, Landkreis Bromberg) war ein deutscher Verwaltungsbeamter und Rittergutsbesitzer.

## Leben

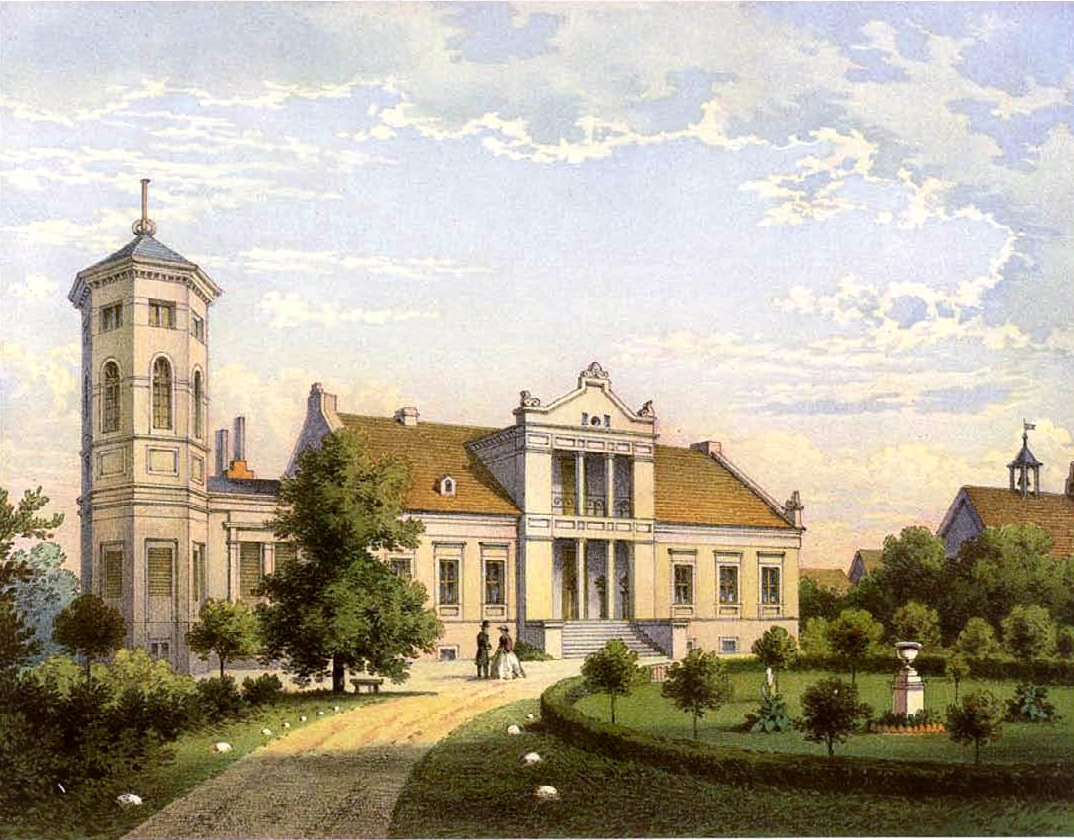
Gut Sienno um 1860, Sammlung Alexander Duncker

Wilhelm von Born-Fallois war der älteste Sohn des preußischen Offiziers, Gutsbesitzers und Politikers Friedrich von Born-Fallois. Er studierte Rechtswissenschaften an der Ruprecht-Karls-Universität Heidelberg und der Georg-August-Universität Göttingen. Nachdem er ein Semester Renonce des Corps Saxo-Borussia Heidelberg gewesen war, wurde er 1897 Mitglied des Corps Saxonia Göttingen. Nach Abschluss des Studiums und dem Referendariat bestand er 1905 das zweite Staatsexamen und trat in den preußischen Staatsdienst ein. 1909 wurde er letzter Landrat des Kreises Samter. Das Amt hatte er bis zum Posener Aufstand (1918–1919) Ende 1918 inne. Während des Ersten Weltkriegs war er Vertreter des Verwaltungschefs beim Generalgouvernement Warschau.
Von Born-Fallois war Besitzer des 956 Hektar großen Ritterguts Sienno und Reserveoffizier des 1. Garde-Ulanen-Regiments. Nach der offiziellen Abtretung des Kreises Samter an das neugegründete Polen übernahm er zahlreiche Ehrenämter innerhalb der deutschen Volksgruppe in Polen. Unter anderem war er stellvertretender Vorsitzender im Deutschtumsbund zur Wahrung der Minderheitenrechte.
Seine Ehefrau war Valeska Freiin von Schlichting.
Der Verwaltungsbeamte und Landrat Fritz von Born-Fallois war sein Bruder.